# 蒂拉斯波尔
提拉斯堡（羅馬尼亞語：Tiraspol，發音：[tɪˈrɑspol]，發音：[tʲɪˈraspəlʲ]，羅馬化：Tyraspol）位於摩爾多瓦東部，是不獲國際承認國家德涅斯特河沿岸共和國的首都。人口約16萬人（2005年）。蒂拉斯波尔的主要產業是家具和電機等輕工業，当地也特产白兰地。

## 歷史
该地区传统上属于鞑靼人。1504年该地区摆脱了奥斯曼土耳其帝国的直接统治，成为土耳其保护下自治的摩尔达维亚公国的一部分。亚历山大·苏沃洛夫元帅被认为是现代蒂拉斯波尔的创始人；他的雕像是这座城市最独特的地标。这座城市得名于Tyras，Tyras是它所在的德涅斯特河的希腊语名称。苏联成立乌克兰苏维埃社会主义共和国之后，1929年至1940年为其下属的摩尔达维亚苏维埃社会主义自治共和国首府。随着苏联从罗马尼亚吞并比萨拉比亚，德涅斯特河右岸也归属摩尔达维亚。为了防止这一区域并入罗马尼亚，苏联武装力量第14军自1956年以来一直在此驻防，直至苏联解体。苏联解体后，俄军占领此地至今。

## 人口
蒂拉斯波尔人口约16万人（2005年）。

## 交通
- 聶斯特河沿岸鐵路
  - 提拉斯浦車站

## 氣候
蒂拉斯波尔地处东欧平原与喀尔巴阡山交接地带，属于温带大陆性气候。大西洋气旋向蒂拉斯波尔地区吹来大量湿润、温暖的空气，但有时也会送来充满水气的地中海热浪，以至生成德涅斯特河沿岸的夏季暴雨。从东南方向吹来的大量干燥气流又常常会引起干旱，而能够造成早秋或晚秋寒流的北极冷空气很少入侵蒂拉斯波尔地区。这种气候给人的感觉是，严热漫长的夏季、温暖持久的秋季和不太冷的少雪冬季。

此地區日照充足，有“阳光之国”的美誉。持续日照时间北方为2060小时，南方为2330小时，植物生长期超过210天。冬季少雪，常常出现阴雨天气。只是在1月份开始刮东北风时，天气才开始转冷、降雪。雪天一般持续2－3天，最长为2－3个星期。2月份，气候开始转暖。夏季气候干燥。这时也是德涅斯特河沿岸的雨季。德涅斯特河沿岸的秋季温暖。这种气候可持续到11月初。

北方地区和南方地区的年平均气温明显不同：北方年平均气温为8℃，南方为10℃。1月份平均气温北方为-5℃，南方为-3℃；7月份北方为20℃，南方为25℃。年平均最低气温通常是在12月至2月之间。大部分国土处于雨量不充沛地区，年均降水量为400－550毫米。丘陵地区年降水量500－560毫米，平原地区450－400毫米。雨量从西北向东南逐渐减少。地德涅斯特河沿岸的形条件是造成这种雨量分布的主要原因。西部地区比东部地区的年均降水量大约多50－100毫米。科德雷地区年均降水量是500－550毫米。在夏季，全国各地都有可能发生暴雨（一昼夜的降水量超过100毫米），形成水灾。

水灾在蒂拉斯波尔地区是常见的自然灾害。暴雨又时常侵蚀土壤，冲刷出许多沟谷，造成水土流失。1948年6月10日和7月8日两场暴雨降水量分别达到182毫米和219毫米。这两场暴雨过后，在科德雷地区出现了7条小河，这些河流在干旱年份也不会断流。

蒂拉斯波尔地区各个年份的降水量很不均匀，有的年份可以达到年平均降水量，有的年份降水量只有平均年降水量的一半。
| 蒂拉斯波尔                              | 蒂拉斯波尔  | 蒂拉斯波尔  | 蒂拉斯波尔  | 蒂拉斯波尔  | 蒂拉斯波尔  | 蒂拉斯波尔  | 蒂拉斯波尔  | 蒂拉斯波尔  | 蒂拉斯波尔  | 蒂拉斯波尔  | 蒂拉斯波尔 | 蒂拉斯波尔  | 蒂拉斯波尔  |
| 月份                                    | 1月         | 2月         | 3月         | 4月         | 5月         | 6月         | 7月         | 8月         | 9月         | 10月        | 11月       | 12月        | 全年        |
| --------------------------------------- | ----------- | ----------- | ----------- | ----------- | ----------- | ----------- | ----------- | ----------- | ----------- | ----------- | ---------- | ----------- | ----------- |
| 平均高温 °C（°F）                       | 0.7 (33.3)  | 2.3 (36.1)  | 7.8 (46.0)  | 16.5 (61.7) | 22.5 (72.5) | 25.8 (78.4) | 27.4 (81.3) | 27.3 (81.1) | 23.0 (73.4) | 16.1 (61.0) | 8.6 (47.5) | 3.3 (37.9)  | 15.1 (59.2) |
| 平均低温 °C（°F）                       | −6.1 (21.0) | −4.3 (24.3) | −0.7 (30.7) | 5.1 (41.2)  | 10.3 (50.5) | 13.8 (56.8) | 15.5 (59.9) | 14.7 (58.5) | 10.3 (50.5) | 5.3 (41.5)  | 1.3 (34.3) | −2.8 (27.0) | 5.2 (41.4)  |
| 平均降水量 mm（）                       | 33 (1.3)    | 35 (1.4)    | 28 (1.1)    | 35 (1.4)    | 52 (2.0)    | 72 (2.8)    | 63 (2.5)    | 49 (1.9)    | 38 (1.5)    | 26 (1.0)    | 36 (1.4)   | 38 (1.5)    | 495 (19.5)  |
| 平均降水天数                            | 11          | 11          | 9           | 10          | 11          | 11          | 10          | 7           | 7           | 7           | 11         | 11          | 116         |
| 来源：World Weather Information Service |             |             |             |             |             |             |             |             |             |             |            |             |             |